# ألف أريكسون
ألف أريكسون (بالسويدية: Alf Eriksson)‏ هو سياسي سويدي، ولد في 1948 في السويد. حزبياً، نشط في حزب العمال الديمقراطي الاشتراكي السويدي. وقد انتخب عضو البرلمان السويدي ‏.